# Kryóvrysi (Lárissa)
Kryóvrysi, en grec moderne : Κρυόβρυση, est un village du dème d'Elassóna, district régional de Laríssa, en Thessalie, Grèce.
Selon le recensement de 2011, la population du village s'élève à 83 habitants.